# Tour of the Mongoose
Tour of the Mongoose – światowe tournée kolumbijskiej piosenkarki pop Shakiry. Podczas tej trasy artystka promowała płytę Laundry Service oraz jej hiszpańskojęzyczne wydanie Servicio de Lavandería.

## Lista wykonywanych piosenek

### Tour of the Mongoose
1. Intro (Welcome To The Jungle)
2. Ojos Así
3. Si Te Vas
4. Fool
5. Ciega, Sordomuda
6. The One
7. Dude Looks Like A Lady
8. Back In Black
9. Rules
10. Inevitable
11. Underneath Your Clothes
12. Estoy Aquí
13. Octavo Día
14. Ready For The Good Times
15. Un Poco De Amor
16. Band Introduction
17. Poem To A Horse
18. Tú
19. Objection (Tango) (Afro-Punk Version)
20. Whenever, Wherever (Sahara Remix)

### Tour de la Mangosta
1. Intro (Welcome To The Jungle)
2. Ojos Así
3. Si Te Vas
4. Inevitable
5. Ciega, Sordomuda
6. Dónde Están Los Ladrones
7. Dude Looks Like A Lady
8. Back In Black
9. Rules
10. Underneath Your Clothes
11. Estoy Aquí
12. Octavo Día
13. Ready For The Good Times
14. Un Poco De Amor
15. Band Introduction
16. Te Dejo Madrid
17. Tú
18. Te Aviso, Te Anuncio (Tango) (Afro Punk Version)
19. Suerte (Sahara Remix)